# Partia Humanistyczna (Chile)
Partia Humanistyczna (jęz. hiszp. Partido Humanista) – lewicowa partia w Chile założona w 1984 roku. Należy do Międzynarodówki Humanistycznej.
W roku 1990 po zakończeniu dyktatury Augusto Pinocheta jako pierwsza humanistyczna partia na świecie wprowadziła swojego przedstawiciela do parlamentu.
W wyborach prezydenckich razem z Komunistyczną Partią Chile wystawiła Tomása Hirscha.
Jest członkiem lewicowej koalicji Juntos Podemos Más.